# Echoverleihung 1998
Der 7. Echo wurde am 5. März 1998 in Hamburg im Congress Center Hamburg vergeben. Erstmals wurde ein Nachwuchsförderpreis vergeben und es wurde wieder ein Sonderecho für besondere musikalische Leistungen verliehen. Die Kategorie Schlager wurde in Gruppe und Solokünstler geteilt. Gewinner des Abends waren mit je zwei Preisen Tic Tac Toe und Rammstein
Die Veranstaltung wurde wie im Vorjahr von der ARD ausgestrahlt. Durch die Show führte Axel Bulthaupt.

## Nationaler Nachwuchsförderpreis des Jahres
Vivid – We Have

## Nationaler Newcomer des Jahres
Nana – Nana
- Brooklyn Bounce – The Beginning
- C-Block – General Population
- Der Wolf – Das Album
- Freundeskreis – Quadratur des Kreises

## Internationaler Newcomer des Jahres
Hanson – Middle of Nowhere
- Foxy Brown – Na Na
- Meredith Brooks – Bluring the Edges
- No Doubt – Tragic Kingdom
- Puff Daddy – No Way Out
- The Verve – Urban Hymns

## Musikvideo des Jahres national
Rammstein – Engel
- Freundeskreis – A.N.N.A.
- Members of Mayday – Sonic Empire
- Nana – Lonely
- Sabrina Setlur – Nur mir

## Medienmann des Jahres
Claus-Dieter Grabner

## Handelspartner des Jahres
Die Rille aus Siegen

## Marketingleistung des Jahres
Motor Music für Rammstein

## Produzent des Jahres
Bülent Aris und Toni Cottura

## Erfolgreichster nationaler Künstler im Ausland
Mr. President

## Comedy Produktion des Jahres
Badesalz
- Ingo Appelt
- Michael Mittermeier
- Richie
- Willy Astor

## Jazz Produktion des Jahres
Klaus Doldinger – Soundtrack zu Das Boot 

## Volksmusik Act des Jahres
Kastelruther Spatzen – Herzschlag für Herzschlag
- Frans Bauer – Bella Madonna
- Hansi Hinterseer – In den schönen Tiroler Bergen
- Stefanie Hertel – Immer wieder Sehnsucht

## Schlager Gruppe des Jahres
Dieter Thomas Kuhn und Band – Über den Wolken
- Brunner und Brunner – Weil wir uns lieben
- Die Flippers – Ein Herz aus Schokolade
- Guildo Horn und die orthopädischen Strümpfe – Wunder gibt es immer wieder

## Schlager Künstler/Künstlerin des Jahres
Wolfgang Petry – Weiber
- Claudia Jung – Lieb mich nochmal
- Howard Carpendale – Kein Typ für eine Nacht
- Rainhard Fendrich – Blond

## Dance Single des Jahres national
Bellini – Samba de Janeiro
- Members of Mayday – Sonic Empire
- Nana – Lonely
- Pappa Bear – Cherish
- Sabrina Setlur – Du liebst mich nicht

## Gruppe des Jahres international
Backstreet Boys – Backstreet’s Back
- Bee Gees – Still Waters
- Depeche Mode – Ultra
- No Doubt – Tragic Kingdom
- Rolling Stones – Bridges to Babylon

## Gruppe des Jahres national
Tic Tac Toe – Klappe die 2te
- Dune – Forever
- Fury in the Slaughterhouse – Brilliant Thieves
- J.B.O. – Laut
- Rammstein – Sehnsucht

## Künstler des Jahres international
Jon Bon Jovi – Destination Anywhere
- Eros Ramazzotti – Eros
- Joe Cocker – Across from Midnight
- Michael Jackson – Blood on the Dance Floor
- Puff Daddy – No Way Out

## Künstler des Jahres national
Nana – Nana
- Der Wolf – Das Album
- DJ BoBo – World in Motion
- Enigma – Le roi est mort, vive le roi
- Peter Maffay – Sechsundneunzig

## Künstlerin des Jahres international
Toni Braxton – Secrets
- Céline Dion – Let’s Talk About Love
- Foxy Brown – Get Me Home
- Lisa Stansfield – Lisa Stansfield
- Soraya – On Nights Like This

## Künstlerin des Jahres national
Sabrina Setlur – Die neue S-Klasse
- Blümchen – Verliebt
- Jennifer Rush – Credo
- Juliane Werding – Land der langsamen Zeit
- Sarah Brightman – The Andrew Lloyd Webber Collection

## Erfolgreichster nationaler Song des Jahres
Tic Tac Toe – Warum
- Bell, Book & Candle – Rescue Me
- Chilli feat. Carrapicho – Tic, Tic Tac
- No Mercy – When I Die
- Rammstein – Engel

## Sonderpreis für besondere musikalische Leistung
Andrea Bocelli

## Lebenswerk
Comedian Harmonists